# マルクス・ファビウス・ウィブラヌス (紀元前442年の執政官)
マルクス・ファビウス・ウィブラヌス（ラテン語: Marcus Fabius Vibulanus、生没年不詳）は共和政ローマの政治家・軍人。紀元前442年には執政官を、紀元前433年には執政武官を務めた。

## 経歴
紀元前442年、ウィブラヌスは執政官に選出された。同僚はポストゥムス・アエブティウス・ヘルウァ・コルニケンである。ローマは前年、アルデアの内紛に介入してこれを解決したが、彼らはアルデアの人口減少解決のため移民を募るよう元老院に持ちかけた。紀元前446年にアルデアとアリキアの土地を巡る紛争の仲裁に入ったローマは、トリブス民会で紛争地帯を自らのものとする不名誉な決定をしており、表向き移民としつつも、この時取り上げた元アルデア領を元の持ち主ルトゥリ人に返還するためであった。アグリッパ・メネニウス・ラナトゥス (紀元前439年の執政官)らが三人委員会として選出され、ローマ人に憎まれながらもこれを実行した。
紀元前437年、ウェイイ側に寝返ったフィデナエに対する軍事行動のため、独裁官マメルクス・アエミリウス・マメルキヌスが選出された。彼はベテラン兵を補充し、さらにレガトゥスとして経験豊富なウィブラヌスらを採用。両軍はフィデナエ前面で激突した (フィデナエの戦い)。ウィブラヌスは本陣を狙う分遣隊を迎え撃ち、これを防いだ。
紀元前433年、ウィブラヌスは執政武官に就任。同僚はマルクス・フォリウス・フラッキナトル、ルキウス・セルギウス・フィデナス (紀元前437年の執政官)であった。この年ローマでは疫病が大流行し、それを鎮めるためアポローン神殿建立が決められるなどしたが被害が大きく、その対応に追われた。飢饉の恐れもあり遠くシキリアからも穀物が輸入された。
紀元前431年、アエクイ族とウォルスキ族が出兵し合流すると、その対応のため独裁官アウルス・ポストゥミウス・トゥベルトゥスが選ばれた。ウィブラヌスはレガトゥスの一人として騎兵を率い、腿を槍で刺されながらも一歩も引かずに戦い続けたという。なおこの年アポロン神殿が奉献された。